# Rajd Kanady 1978
Rajd Critérium Molson du Québec 1978 – Rajd Kanady (6. Critérium Molson du Québec) – 6. Critérium Molson du Québec rozgrywany w Kanadzie w dniach 13–17 września. Była to siódma runda Rajdowych Mistrzostw Świata producentów w roku 1978 oraz zarazem jedenasta runda Rajdowych Mistrzostw Świata kierowców tzw. Pucharu FIA Kierowców. Rajd został rozegrany na nawierzchni szutrowej i na asfalcie. Bazą rajdu było miasto Montreal.

## Wyniki końcowe rajdu[1]
| Msc. | Kierowca          | Pilot                 | Samochód             | Czas    | Strata   | Grupa | Pkt zespół | Pkt kierowca |
| ---- | ----------------- | --------------------- | -------------------- | ------- | -------- | ----- | ---------- | ------------ |
| 1    | Walter Röhrl      | Christian Geistdörfer | Fiat 131 Abarth      | 4:54,23 | 0,0      | 4     | 10+8       | 9            |
| 2.   | Markku Alén       | lkka Kivimäki         | Fiat 131 Abarth      | 5:02,56 | +8,33    | 4     |            | 6            |
| 3.   | Anders Kulläng    | Bruno Berglund        | Opel Kadett GT/E     | 5:12,46 | +18,23   | 2     | 8+8        | 4            |
| 4.   | Taisto Heinonen   | John Bellefleur       | Toyota Celica 2000GT | 5:34,07 | +39,44   | 2     | 7+7        | 3            |
| 5.   | Jean-Paul Pérusse | Louis Belanger        | Triumph TR7          | 5:36,56 | +42,33   | 4     | 6+6        | 2            |
| 6.   | Carlos Torres     | Pedro de Almeida      | Ford Escort RS2000   | 5:58,20 | +1:03,57 | 1     | 5+8        | 1            |
| 7.   | Man Bergsteijn    | Dirk Buwalda          | Opel Kadett GT/E     | 6:15,37 | +1:21,14 | 2     |            |              |
| 8.   | Hendrik Blok      | Gene Hammond          | Saab 99 EMS          | 6:24,26 | +1:30,03 | 1     | 3+7        |              |
| 9.   | Gordon McCallum   | Linda McCallum        | Volkswagen Rabbitt   | 6:25,24 | +1:31,01 | 1     | 2+6        |              |
| 10.  | Walter Boyce      | Robin Edwardes        | Saab 99 EMS          | 6:29,15 | +1:34,52 | 1     |            |              |

## Punktacja

### Klasyfikacja producentów
| Lp. | Producent | Pkt. |
| --- | --------- | ---- |
| 1   | Fiat      | 100  |
| 2   | Opel      | 74   |
| 3   | Ford      | 69   |
| 4   | Porsche   | 53   |
| 5   | Toyota    | 50   |

- Uwaga: Tabela obejmuje tylko pięć pierwszych miejsc.

### Klasyfikacja  FIA Cup for Rally Drivers
| Lp. | Producent           | Pkt. |
| --- | ------------------- | ---- |
| 1   | Markku Alén         | 38   |
| 2   | Jean-Pierre Nicolas | 22   |
| 3   | Walter Röhrl        | 21   |
| 3   | Hannu Mikkola       | 21   |
| 5   | Björn Waldegård     | 12   |

- Uwaga: Tabela obejmuje tylko pięć pierwszych miejsc.